# Фіналіссіма 2022
Фіналіссіма 2022 (ісп. Finalíssima) — третій розіграш Кубка чемпіонів КОНМЕБОЛ–УЄФА, футбольного матчу між переможцями попередніх чемпіонатів Південної Америки та Європи. У матчі взяли участь Італія, переможець Євро-2020 (відбувся у 2021 році), та Аргентина, переможець Кубка Америки 2021 року. Гра відбулась на стадіоні «Вемблі» в Лондоні, Англія, 1 червня 2022 року. Матч став відродженням турніру, який останній раз грали 29 років тому, організовують УЄФА та КОНМЕБОЛ в рамках оновленого партнерства між двома конфедераціями.
Аргентина виграла матч з рахунком 3:0 і здобула свій другий титул.

## Передісторія
У 1985 та 1993 роках переможці попередніх чемпіонатів Європи та Кубка Америки грали в Кубку Артеміо Франкі (також відомому як Кубок європейських/південноамериканських націй), матчі, організованому УЄФА та КОНМЕБОЛ. Франція виграла матч 1985 року в Парижі, а Аргентина виграла матч 1993 року в Мар-дель-Плата. Однак після цього турнір було припинено і переможці цих турнірі стали брати участь у Кубку короля Фахда/Кубка конфедерацій ФІФА, який вперше був зіграний у 1992 році. Після турніру 2017 року ФІФА оголосила 15 березня 2019 року, що турнір буде скасовано.
12 лютого 2020 року УЄФА та КОНМЕБОЛ підписали оновлений меморандум про взаєморозуміння, спрямований на посилення співпраці між двома організаціями. У рамках угоди спільний комітет УЄФА-КОНМЕБОЛ розглянув можливість проведення міжконтинентальних матчів Європи та Південної Америки як для чоловічого, так і для жіночого футболу, а також для різних вікових груп. 28 вересня 2021 року УЄФА і КОНМЕБОЛ підтвердили, що переможці чемпіонату Європи і Кубка Америки зустрінуться в міжконтинентальному матчі, причому угода спочатку охоплює три видання, починаючи з 2022 року. Було підтверджено, що перше видання відбудеться під час міжнародного вікна у червні 2022 року. 15 грудня 2021 року УЄФА та КОНМЕБОЛ знову підписали оновлений меморандум про взаєморозуміння до 2028 року, який включав конкретні положення щодо відкриття спільного офісу в Лондоні та потенційної організації різноманітних футбольних заходів. Було підтверджено, що матч відбудеться в Лондоні 1 червня 2022 року, а місце його проведення ще не визначено. 22 березня 2022 року УЄФА оголосило, що матч відбудеться на стадіоні «Вемблі». У той же час турнір отримав нову назву — Кубок чемпіонів КОНМЕБОЛ–УЄФА.

## Команди
| Команда   | Конфедерація | Кваліфікація                      | Попередні виступи (жирним позначено переможців) |
| --------- | ------------ | --------------------------------- | ----------------------------------------------- |
| Італія    | УЄФА         | Переможці Євро-2020               | Жодного                                         |
| Аргентина | КОНМЕБОЛ     | Переможці Кубка Америки 2021 року | 1 (1993)                                        |

Італія кваліфікувалась на турнір завдяки перемозі на Євро-2020 (відбувся в 2021 році), перемігши Англію по пенальті у фіналі, також на «Вемблі», здобувши свій другий титул чемпіона Європи. Аргентина отримала право взяти участь у матчі, вигравши Кубок Америки 2021 року, перемігши Бразилію з рахунком 1:0 у фіналі і вигравши рекордний 15-й титул Кубка Америки, що стало їхнім першим трофеєм за 28 років.

## Стадіон

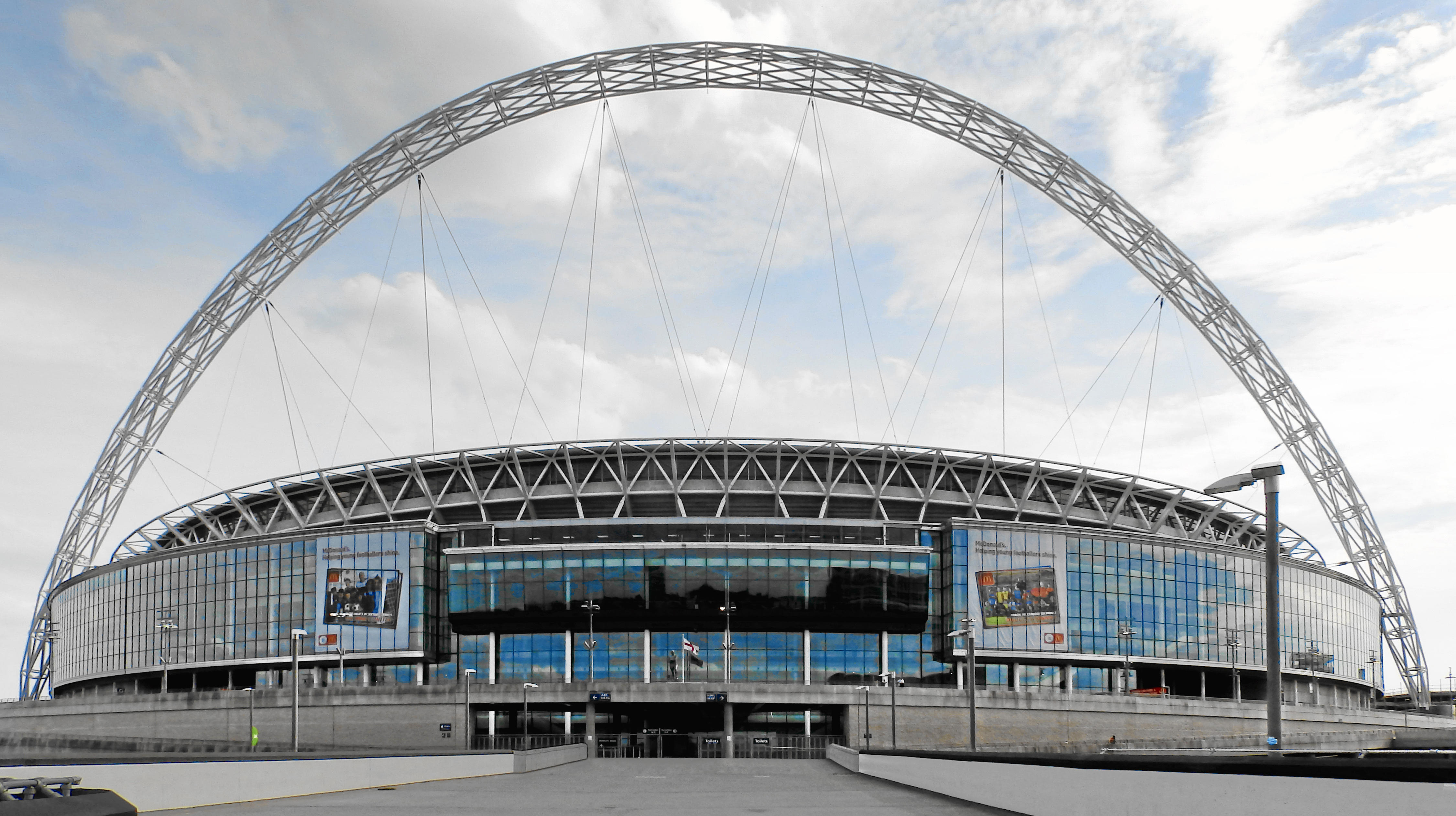
Стадіон «Вемблі» в Лондоні, місце проведення матчу

Місцем проведення матчу був обраний стадіон «Вемблі» у Лондоні, Англія.. Стадіон був відкритий у 2007 році на місці історичного однойменного стадіону, знесення якого відбулося у 2002—2003 роках. Власником арени є Футбольна асоціація Англії (FA) і на ній проводять свої матчі збірні Англії. Стадіон був місцем проведення чемпіонату Європи з футболу 2020 року, включаючи фінал, в якому Італія виграла по пенальті у Англії. Оригінальний стадіон, раніше відомий як Empire Stadium, був відкритий у 1923 році і приймав матчі на чемпіонаті світу з футболу 1966 року, включаючи фінал, де господарі, Англія, обіграли Західну Німеччину з рахунком 4:2 після додаткового часу, а також на Євро-1996, включно з фіналом, в якому Німеччина перемогла Чехію. На «Вемблі» також проходить щорічний фінал Кубка Англії, починаючи з фіналу 1923 року (за винятком 2001—2006 років, коли стадіон перебудовувався).

## Перед матчем

### Айдентика
УЄФА оприлюднив фірмовий стиль матчу 22 березня 2022 року. Матч отримав назву Фіналіссіма Finalissima, тобто «гранд-фінал». В основі логотипу лежить лавровий вінок, символ досконалості та перемоги. На ньому зображені стрічки кольорів країн-учасниць, італійський триколор зліва та аргентинський альбіселесте, які об'єднуються навколо трофея змагань. Крім того, кілька стрічок із платини та золота, найдорожчих металів у світі, призначені для підкреслення значення матчу. За даними УЄФА, стрічки є «символом міцних зв'язків між КОНМЕБОЛ і УЄФА, а також їхньої відданості розвитку футболу за межами своїх географічних зон».

### Продаж квитків
Місткість стадіону на матч становила 86 000 глядачів, а квитки продавались вболівальникам та широкому загалу в порядку черги через UEFA.com. Квитки були доступні з 24 березня 2022 року в чотирьох цінових категоріях: 25, 40, 55 і 99 фунтів стерлінгів.

### Арбітр
30 травня 2022 року 37-річний чилійський арбітр П'єро Маса був оголошений арбітром матчу. Призначення арбітра було здійснено спільно двома конфедераціями. Маса був арбітром ФІФА з 2018 року, хоча цей матч був його першим міжнародним матчем у статусі головного арбітра. Раніше Маса був четвертим суддею та арбітром VAR на Кубку Америки 2019 року, а також арбітром VAR на юнацькому чемпіонаті світу 2019 року. До нього приєдналися його співвітчизники Крістіан Шіман і Клаудіо Ріос як помічники арбітра. Іспанський арбітр Хесус Хіль Мансано був четвертим арбітром, а його співвітчизники Алехандро Ернандес Ернандес та Хуан Мартінес Мунуера виконували функції арбітра VAR та одного з асистентів VAR відповідно. Іншим асистентом VAR став португалець Тьягу Мартінш.

### Склади
До 29 травня 2022 року, за три дні до матчу, обидві національні збірні повинні були представити команду з 23 гравців, з яких троє повинні були бути воротарями.

#### Італія
Італія оголосила про попередній склад із 39 гравців 23 травня 2022 року. 27 травня ще вісім гравців було додано, а Доменіко Берарді та Андреа Пінамонті були виключені з заявки через травми. Остаточний склад був оголошений 30 травня.
Головний тренер: Роберто Манчіні
| №  | Поз. | Гравець               | Дата народження (вік)            | Ігри | Голи | Клуб            |
| -- | ---- | --------------------- | -------------------------------- | ---- | ---- | --------------- |
| 1  | ВР   | Алессіо Краньйо       | 28 червня 1994 (вік 27 років)    | 2    | 0    | Кальярі         |
| 2  | ЗХ   | Джованні Ді Лоренцо   | 4 серпня 1993 (вік 28 років)     | 19   | 2    | Наполі          |
| 3  | ЗХ   | Джорджо К'єлліні ()   | 14 серпня 1984 (вік 37 років)    | 116  | 8    | Ювентус         |
| 4  | ЗХ   | Леонардо Спінаццола   | 25 березня 1993 (вік 29 років)   | 18   | 0    | Рома            |
| 5  | ПЗ   | Мануель Локателлі     | 8 січня 1998 (вік 24 роки)       | 21   | 3    | Ювентус         |
| 6  | ЗХ   | Мануель Лаццарі       | 29 листопада 1993 (вік 28 років) | 2    | 0    | Лаціо           |
| 7  | ЗХ   | Алессандро Флоренці   | 11 березня 1991 (вік 31 рік)     | 47   | 2    | Мілан           |
| 8  | ПЗ   | Жоржиньйо             | 20 грудня 1991 (вік 30 років)    | 43   | 5    | Челсі           |
| 9  | НП   | Андреа Белотті        | 20 грудня 1993 (вік 28 років)    | 42   | 12   | Торіно          |
| 10 | ПЗ   | Федеріко Бернардескі  | 16 лютого 1994 (вік 28 років)    | 38   | 6    | Ювентус         |
| 11 | НП   | Маттео Політано       | 3 серпня 1993 (вік 28 років)     | 4    | 3    | Наполі          |
| 12 | ПЗ   | Матео Пессіна         | 21 квітня 1997 (вік 25 років)    | 12   | 4    | Аталанта        |
| 13 | ЗХ   | Емерсон Палміері      | 3 серпня 1994 (вік 27 років)     | 26   | 0    | Ліон            |
| 14 | ВР   | Алекс Мерет           | 22 березня 1997 (вік 25 років)   | 2    | 0    | Наполі          |
| 15 | ЗХ   | Франческо Ачербі      | 10 лютого 1988 (вік 34 роки)     | 23   | 1    | Лаціо           |
| 16 | ПЗ   | Браян Крістанте       | 3 березня 1995 (вік 27 років)    | 23   | 2    | Рома            |
| 17 | НП   | Джанлука Скамакка     | 1 січня 1999 (вік 23 роки)       | 3    | 0    | Сассуоло        |
| 18 | ПЗ   | Ніколо Барелла        | 7 лютого 1997 (вік 25 років)     | 36   | 7    | Інтернаціонале  |
| 19 | ЗХ   | Леонардо Бонуччі      | 1 травня 1987 (вік 35 років)     | 115  | 8    | Ювентус         |
| 20 | ПЗ   | Лоренцо Пеллегріні    | 19 червня 1996 (вік 25 років)    | 21   | 3    | Рома            |
| 21 | ВР   | Джанлуїджі Доннарумма | 25 лютого 1999 (вік 23 роки)     | 42   | 0    | Парі Сен-Жермен |
| 22 | НП   | Джакомо Распадорі     | 18 лютого 2000 (вік 22 роки)     | 9    | 3    | Сассуоло        |
| 23 | ЗХ   | Алессандро Бастоні    | 13 квітня 1999 (вік 23 роки)     | 11   | 0    | Інтернаціонале  |

#### Аргентина
13 травня 2022 року Аргентина оголосила про попередній склад із 35 осіб. 20 травня у складі залишилось 29 гравців. Остаточний склад був оголошений 1 червня.
Головний тренер: Ліонель Скалоні
| №  | Поз. | Гравець              | Дата народження (вік)            | Ігри | Голи | Клуб                     |
| -- | ---- | -------------------- | -------------------------------- | ---- | ---- | ------------------------ |
| 1  | ВР   | Франко Армані        | 16 жовтня 1986 (вік 35 років)    | 17   | 0    | Рівер Плейт              |
| 2  | ЗХ   | Хуан Фойт            | 12 січня 1998 (вік 24 роки)      | 14   | 0    | Вільярреал               |
| 3  | ЗХ   | Ніколас Тальяфіко    | 31 серпня 1992 (вік 29 років)    | 39   | 0    | Аякс (Амстердам)         |
| 4  | ЗХ   | Науель Моліна        | 6 квітня 1998 (вік 24 роки)      | 15   | 0    | Удінезе                  |
| 5  | ПЗ   | Алексіс Мак Аллістер | 24 грудня 1998 (вік 23 роки)     | 4    | 0    | Брайтон енд Гоув Альбіон |
| 6  | ЗХ   | Херман Песселья      | 27 червня 1991 (вік 30 років)    | 28   | 2    | Реал Бетіс               |
| 7  | ПЗ   | Родріго Де Пауль     | 24 травня 1994 (вік 28 років)    | 39   | 2    | Атлетіко (Мадрид)        |
| 8  | ЗХ   | Маркос Акунья        | 28 жовтня 1991 (вік 30 років)    | 41   | 0    | Севілья                  |
| 9  | НП   | Хуліан Альварес      | 31 січня 2000 (вік 22 роки)      | 7    | 1    | Рівер Плейт              |
| 10 | НП   | Ліонель Мессі ()     | 24 червня 1987 (вік 34 роки)     | 160  | 81   | Парі Сен-Жермен          |
| 11 | НП   | Анхель Ді Марія      | 14 лютого 1988 (вік 34 роки)     | 121  | 24   | Парі Сен-Жермен          |
| 12 | ВР   | Херонімо Рульї       | 20 травня 1992 (вік 30 років)    | 3    | 0    | Вільярреал               |
| 13 | ЗХ   | Крістіан Ромеро      | 27 квітня 1998 (вік 24 роки)     | 10   | 1    | Тоттенгем Готспур        |
| 14 | ПЗ   | Есек'єль Паласіос    | 5 жовтня 1998 (вік 23 роки)      | 18   | 0    | Баєр 04                  |
| 15 | ПЗ   | Ніколас Гонсалес     | 6 квітня 1998 (вік 24 роки)      | 19   | 3    | Фіорентіна               |
| 16 | ЗХ   | Лісандро Мартінес    | 18 січня 1998 (вік 24 роки)      | 6    | 0    | Аякс (Амстердам)         |
| 17 | НП   | Алехандро Гомес      | 15 лютого 1988 (вік 34 роки)     | 13   | 3    | Севілья                  |
| 18 | ПЗ   | Гідо Родрігес        | 12 квітня 1994 (вік 28 років)    | 23   | 1    | Реал Бетіс               |
| 19 | ЗХ   | Ніколас Отаменді     | 12 лютого 1988 (вік 34 роки)     | 90   | 4    | Бенфіка                  |
| 20 | ПЗ   | Джовані Ло Сельсо    | 9 квітня 1996 (вік 26 років)     | 38   | 2    | Вільярреал               |
| 21 | НП   | Пауло Дибала         | 15 листопада 1993 (вік 28 років) | 32   | 2    | Ювентус                  |
| 22 | НП   | Лаутаро Мартінес     | 22 серпня 1997 (вік 24 роки)     | 37   | 19   | Інтернаціонале           |
| 23 | ВР   | Еміліано Мартінес    | 2 вересня 1992 (вік 29 років)    | 16   | 0    | Астон Вілла              |

## Матч

### Деталі
| 1 червня 2022 19:45 BST |

| Італія | 0–3      | Аргентина                                          |
| ------ | -------- | -------------------------------------------------- |
|        | Протокол | - Ла. Мартінес 28' - Ді Марія 45+1' - Дибала 90+4' |

| «Вемблі», Лондон Глядачів: 87 112 Арбітр: П'єро Маса (Чилі) |

| Італія | Аргентина |

| GK               | 21 | Джанлуїджі Доннарумма |     |     |
| RB               | 2  | Джованні Ді Лоренцо   | 72' |     |
| CB               | 19 | Леонардо Бонуччі      | 39' |     |
| CB               | 3  | Джорджо К'єлліні (к)  |     | 46' |
| LB               | 13 | Емерсон Палміері      |     | 77' |
| DM               | 8  | Жоржиньйо             |     |     |
| CM               | 12 | Матео Пессіна         |     | 62' |
| CM               | 18 | Ніколо Барелла        | 77' |     |
| RF               | 10 | Федеріко Бернардескі  |     | 46' |
| CF               | 9  | Андреа Белотті        |     | 46' |
| LF               | 22 | Джакомо Распадорі     |     |     |
| Заміни:          |    |                       |     |     |
| DF               | 6  | Мануель Лаццарі       |     | 46' |
| FW               | 17 | Джанлука Скамакка     |     | 46' |
| MF               | 5  | Мануель Локателлі     |     | 46' |
| DF               | 4  | Леонардо Спінаццола   |     | 62' |
| DF               | 23 | Алессандро Бастоні    |     | 77' |
| Головний тренер: |    |                       |     |     |
| Роберто Манчіні  |    |                       |     |     |

| GK               | 23 | Еміліано Мартінес |     |       |
| RB               | 4  | Науель Моліна     |     |       |
| CB               | 13 | Крістіан Ромеро   |     | 85'   |
| CB               | 19 | Ніколас Отаменді  | 22' |       |
| LB               | 3  | Ніколас Тальяфіко |     |       |
| DM               | 18 | Гідо Родрігес     |     |       |
| CM               | 20 | Джовані Ло Сельсо |     | 90+1' |
| CM               | 7  | Родріго Де Пауль  |     | 76'   |
| RF               | 10 | Ліонель Мессі (к) |     |       |
| CF               | 22 | Лаутаро Мартінес  |     | 85'   |
| LF               | 11 | Анхель Ді Марія   |     | 90+1' |
| Заміни:          |    |                   |     |       |
| MF               | 14 | Есек'єль Паласіос |     | 76'   |
| DF               | 6  | Херман Песселья   |     | 85'   |
| FW               | 9  | Хуліан Альварес   |     | 85'   |
| MF               | 15 | Ніколас Гонсалес  |     | 90+1' |
| FW               | 21 | Пауло Дибала      |     | 90+1' |
| Головний тренер: |    |                   |     |       |
| Ліонель Скалоні  |    |                   |     |       |

| Гравець матчу: Ліонель Мессі (Аргентина) Помічники арбітра: Крістіан Шіман (Чилі) Клаудіо Ріос (Чилі) Четвертий арбітр: Хесус Хіль Мансано (Іспанія) Відеоасистент арбітра: Алехандро Ернандес Ернандес (Іспанія) Помічники Відеоасистента арбітра: Хуан Мартінес Мунуера (Іспанія) Тьягу Мартінш (Португалія) | Регламент - 90 хвилин - Післяматчеві пенальті у випадку рівного рахунку - 12 гравців у заявці на заміни - Максимум дозволено робити 5 замін у 3 слоти, не враховуючи перерву. |

### Статистика
| Статистика       | Італія | Аргентина |
| ---------------- | ------ | --------- |
| Голів            | 0      | 2         |
| Ударів           | 5      | 6         |
| Ударів у площину | 2      | 3         |
| Сейвів           | 1      | 2         |
| Володіння м'ячем | 48 %   | 52 %      |
| Кутових          | 3      | 1         |
| Фолів            | 5      | 10        |
| Офсайдів         | 1      | 0         |
| Жовтих карток    | 1      | 1         |
| Червоних карток  | 0      | 0         |

| Статистика       | Італія | Аргентина |
| ---------------- | ------ | --------- |
| Голів            | 0      | 1         |
| Ударів           | 2      | 11        |
| Ударів у площину | 1      | 6         |
| Сейвів           | 5      | 1         |
| Володіння м'ячем | 42 %   | 58 %      |
| Кутових          | 0      | 3         |
| Фолів            | 8      | 6         |
| Офсайдів         | 2      | 0         |
| Жовтих карток    | 2      | 0         |
| Червоних карток  | 0      | 0         |

| Статистика       | Італія | Аргентина |
| ---------------- | ------ | --------- |
| Голів            | 0      | 3         |
| Ударів           | 7      | 17        |
| Ударів у площину | 3      | 9         |
| Сейвів           | 6      | 3         |
| Володіння м'ячем | 45 %   | 55 %      |
| Кутових          | 3      | 4         |
| Фолів            | 13     | 16        |
| Офсайдів         | 3      | 0         |
| Жовтих карток    | 3      | 1         |
| Червоних карток  | 0      | 0         |